# 保圣寺

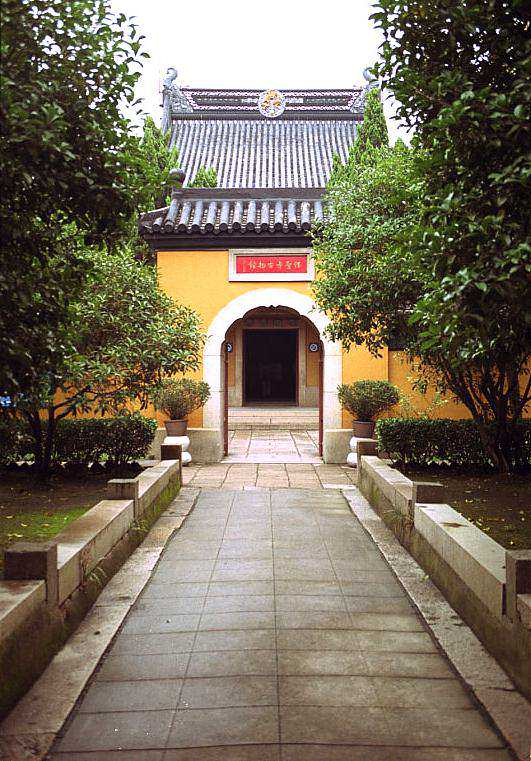
蘇州市吴中区甪直鎮保圣寺

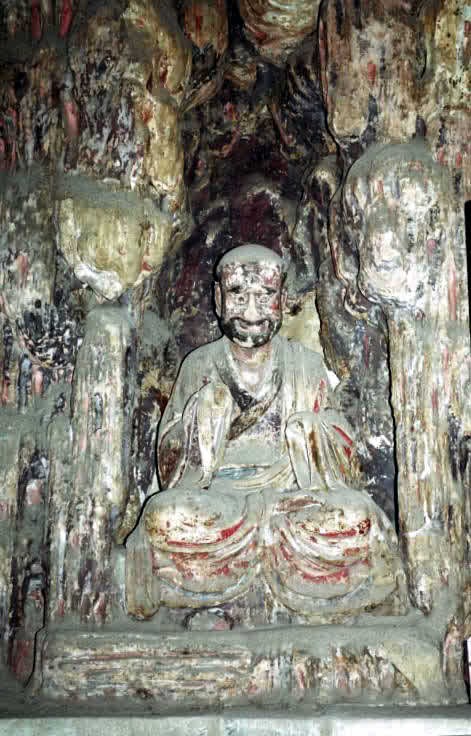
唐代杨惠之手塑罗汉之一

保圣寺位于江苏省蘇州市吴中区的水乡小鎮甪直。

## 历史
保圣寺原名保圣教寺，建于梁武帝天监二年（503年）。唐会昌五年（845年）因唐武宗灭佛而被毁。北宋大中祥符六年（1013年）重建。熙宁六年（1073年）僧维吉在西庑建白莲讲寺，宋寧宗嘉定十七年（1224年）改为陆龟蒙祠。保圣寺最盛时据说有殿堂五千，僧众千人，和杭州的灵隐寺齐名。元末重新衰落，明成化二十三年（公元1487年）重新兴盛。清代名为保圣禅寺。1950年改为保圣寺博物馆。
保圣寺博物馆的著名古迹包括：
- 中国全国重点文物保护单位：九尊保圣寺罗汉塑像
- 陆龟蒙墓，陆龟蒙鬥鸭池。
- 宋代斗拱[3]。
- 保圣寺大殿保存着宋代石柱础多件，包括铺地莲花柱础，化生柱础[4]，天王殿写生华柱础[5]、牡丹华柱础[6]、宝装莲花柱础，建筑学家梁思成评曰“尤为精美”[7]。
- 宋代幡杆颊，即两片夹旗杆的长石柱，每片高一丈五宽二尺厚一尺二[8]。